# لوران شاروه
لوران شاروه (انگلیسی: Laurent Charvet؛ زادهٔ ۸ مهٔ ۱۹۷۳) بازیکن فوتبال اهل فرانسه است.
از باشگاه‌هایی که در آن بازی کرده‌است می‌توان به باشگاه فوتبال منچستر سیتی، باشگاه فوتبال سوشو، باشگاه فوتبال کن، باشگاه فوتبال چلسی، و باشگاه فوتبال نیوکاسل یونایتد اشاره کرد.